# Cambalopsis dentata
Cambalopsis dentata är en mångfotingart som beskrevs av Pocock. Cambalopsis dentata ingår i släktet Cambalopsis och familjen Cambalopsidae. Inga underarter finns listade i Catalogue of Life.